# Scatopsciara fritzi
Scatopsciara fritzi är en tvåvingeart som beskrevs av Werner Mohrig och Menzel 1992. Scatopsciara fritzi ingår i släktet Scatopsciara och familjen sorgmyggor.
Artens utbredningsområde är Tyskland. Inga underarter finns listade i Catalogue of Life.